# رافائل گارسیا گارسیا
رافائل گارسیا گارسیا (انگلیسی: Rafael García García؛ زادهٔ ۱۴ ژانویهٔ ۱۹۸۶) بازیکن فوتبال اهل اسپانیا است.
از باشگاه‌هایی که در آن بازی کرده‌است می‌توان به باشگاه فوتبال دینامو تفلیس، رایو وایکانو، خرز، و دپورتیوو آلاوز اشاره کرد.